# Периегеты
Периегеты (от др.-греч. περιηγητής, periêgêtês — проводник, гид) — древнегреческие писатели-путешественники, авторы периегез (описаний сухопутных объездов).

## Древнегреческая литература
В классическую эпоху греческой литературы география и этнография не составляли еще самостоятельных наук, а были отдельными частями истории. Так, например, у путешествовавшего по многим странам Геродота сведения о странах, нравах и обычаях чужих народов рассеяны вполне случайно. Только во времена Александра Великого развилась самостоятельная литература описания морских путешествий (πέριπλοι), представителем которой можно считать, например, Неарха, начальника флота при Александре Великом; впрочем, дошедшее с его именем описание морских берегов Европы, Азии и Африки принадлежит позднейшему времени.

### Александрийский период
Немного периегетов в прямом смысле слова было и в следующем александрийском периоде греческой литературы: география соединялась тогда не только с историей, но даже с грамматическими изысканиями. Самым интересным периегетом этого периода является пуниец Ганнон, составивший описание путешествия к западным берегам Африки, предпринятого его земляками с колонизационными целями. Сохранился греческий перевод сочинения Ганнона, сделанный около времени пунических войн.
Затем к этому периоду относятся:
- Мнасей, части периегезы которого цитируются с названиями Европы, Азии и Ливии; Полемон (приблизительно II век до н. э.), странствовавший с топографическими и археологическими целями по Элладе, Ближней Азии, Сицилии и Италии;
- Артемидор Эфесский (около 100 г. до н. э.), составивший на основании многочисленных путешествий пространную географию в 11 книгах, которой много пользовались Страбон, Плиний и Павсаний.

### Римский период
Особенные успехи сделала литература периегетов в римский период вследствие расширения римского владычества и стремления к научному исследованию обширного царства. Главные периегеты этой эпохи — Дионисий, от которого дошло описание вселенной в 1187-и гекзаметрах, и Павсаний. В последние столетия существования классического мира литература периегезы значительно упала, так как новых стран больше не открывали, а постоянные войны на севере и востоке мешали развитию торговых сношений.

## Издания
- Сочинения дошедших до нас периегетов собраны полнее всего у Карла Мюллера под заглавием “Geographi Graeci minores”.